# Кикай (посёлок)
Кикай (яп. 喜界町 Кикай-тё:) — посёлок в Японии, находящийся в уезде Оосима округа Оосима префектуры Кагосима. Площадь посёлка составляет 56,94 км², население — 7421 человек (1 августа 2014), плотность населения — 130,33 чел./км².

## Географическое положение
Посёлок расположен на острове Кикай в префектуре Кагосима региона Кюсю. На этом же острове расположен одноимённый вулкан.

## Население
Население посёлка составляет 7421 человек (1 августа 2014), а плотность — 130,33 чел./км². Изменение численности населения с 1980 по 2005 годы:
| 1980 | 11 169 чел. |  |
| 1985 | 10 591 чел. |  |
| 1990 | 9641 чел.   |  |
| 1995 | 9268 чел.   |  |
| 2000 | 9041 чел.   |  |
| 2005 | 8572 чел.   |  |

## Символика
Цветком посёлка считается агава.

## Известные уроженцы и жители
Тадзима, Наби (1900—2018) — японская долгожительница, последний верифицированный человек в мире, родившийся в XIX столетии.